# Park Ridge (Illinois)
Park Ridge je bohaté předměstí Chicaga nacházející se 24 km severozápadně od jeho centra. Patří do metropolitní oblasti Chicaga, sousedí se dvěma jeho severozápadními čtvrtěmi (Edison Park a Norwood Park). Má dobrý přístup k letišti O'Hare International Airport, hlavním rychlostním komunikacím a železničnímu spojení.
Od západně ležícího sousedního města Des Plaines je odděleno řekou Des Plaines, na jihu a východě se rozkládá Chicago, na severu se nachází vesnice Niles a zbytek okrsku Maine.
Jak napovídá název, město leží na terénním hřbetu. Půda je bohatá na ložiska hlíny, což z oblasti učinilo středisko cihlářské výroby pro rozvíjející se Chicago. Původně bylo zváno Pennyville na počest George Pennyho, majitele místní cihelny.